# Моше Вулф
Моше Вулф (на руски: Моисей Владимирович Вульф; на немски: Mosche Wulff) е руски лекар и психоаналитик.

## Биография
Роден е на 5 октомври 1878 година в Одеса, Руска империя, в семейство на евреин, дребен търговец. Завършва Ришельовския лицей. През 1900 започва да учи медицина в Берлин и получава научната си степен през 1905 под ръководството на Теодор Цихен.
Вулф се запознава с психоанализата чрез психиатъра Ото Юлиусбургер. Никога не преминава обикновена обучителна анализа, макар да е анализиран от Карл Абрахам. Става член на Виенското психоаналитично общество през 1911 г. След започването на Първата световна война се мести от Одеса в Москва.
През 1922 г. Моше Вулф заедно с Иван Ермаков и други основават Руското психоаналитично общество. На следващата година се появява и Руският институт за психоанализа, който е признат официално през 1924 г. Същата година става и негов президент, въпреки че след няколко месеца институтът е разпуснат поради започващата забрана срещу психоанализата.
През 1927 г. той напуска Съветския съюз и се завръща в Берлин, където работи в санаториума Шлос-Тегел, основан същата година от Ернст Симел. През 1931 г. санаториумът е затворен.
През 1933 г. Моше Вулф, Макс Айтингон и други членове на Виенското психоаналитично общество основават Психоаналитичното общество на Палестина. След като Айтингон умира, Вулф става президент в периода 1947 – 1954 г.
Умира на 1 ноември 1971 година в Тел Авив, Израел, на 93-годишна възраст.